# フレデリック・クレッカー
フレデリック・クレッカー（Fredrick Krecker、1843年1月31日 - 1883年4月26日）は、メソジスト系の米国福音教会の日本派遣宣教師である。
1843年に福音教会東ペンシルバニア年会の牧師の長男として、ニューヨーク州ロチェスターに生まれる。1851年、8歳の時に回心する。その後医師になることを志す。
1861年にフィラデルフィア・ジェファーソン医科大学を卒業後、南北戦争中だったので、北軍の海軍軍医として従軍する。終戦後は、帰郷して医師として働きながら、ランカスターの教会を牧会する。
日本宣教の志を持ち、1876年3月11日に来日する。7月18日に東京に住み、駿河台のロシア正教会の一室を借りて伝道を始める。1878年には和泉教会を建設する。1879年には正式に米国福音教会最初の日本派遣宣教師に任命される。
1883年に京橋のスラム街を伝道しているときに、腸チフスにかかる。宣教医ウィリス・ホイットニーの治療を受けるが病死する。